# Katrina Murray
Pour les articles homonymes, voir Murray.
Katrina Murray est une personnalité politique britannique.

## Biographie
En 2024, elle est élue députée.